# Sammankallande
Sammankallande är den som har till uppdrag att sammankalla till möte i en nämnd, arbetsgrupp eller liknande. I sammankallandes uppgift ingår ofta förutom att sammankalla till möten även att förbereda dem samt inåt i organisationen representera arbetsgruppen.
Sammankallandes uppgift är lik den en ordförande har. Skillnaderna ligger främst i att sammankallanden oftast inte har befogenheter att besluta själv samt att sammankallande oftast inte representerar sin organisation utåt och många gånger är den som har uppdraget som sammankallande inte heller självskriven som mötesordförande.